# Hechtia liebmannii
La lechuguilla verde (Hechtia liebmannii) es una especie de la familia Bromeliaceae.

## Clasificación y descripción
Plantas rosetófilas, crecen solitarias o en grupos pequeños,  rosetas hasta de 50 cm de diámetro. Hojas numerosas, vainas 4,4 a 7 cm largo, 4,3 a 7,2 cm ancho, cuadradas a ovadas o semiredondas, serradas, amarillas en el haz, y de color  pardas en él envés, lisas excepto en el ápice; espinas 3,8 a 8,9 mm largo, pardas claras a rojizas.
Inflorescencias en una panícula, ramas primarias hasta 86, 1,6 a 8 cm largo; ramas secundarias 2, 1,3 a 5,3 cm largo; pedúnculos 18 a 40 cm largo, 1 a 2 cm diámetro, cilíndricos,  brácteas del pedúnculo las  inferiores 6,3 a 17,8 cm largo, brácteas primarias 2 a 7,3 cm largo, brácteas florales 2 a 3,5 mm largo, 0,2 a 1,2 mm ancho; flores divaricadas (forman un eje muy abierto con relación al principal), pedicelos 1 a 2,7 mm largo, robustos, lisos;  Inflorescencias femeninas terminales, erectas, lisas, 2-ramificadas, ramas primarias hasta 47, 4 a 9 cm largo, ramas secundarias 2, 1,3 a 2,4 cm largo; pedúnculos  23 a 68 cm largo, 0,7 a 1,8 cm diámetro, cilíndricos, brácteas del pedúnculo las inferiores 4 a 16,5 cm largo, brácteas primarias de 3 a 6 cm largo, pedicelos 2,8-5 mm largo, robustos.
Cápsulas 0,7-1 cm largo, 4,1 a 7,5 mm diámetro, ovoidales, pardas; semillas 3 a 3,8 mm largo, fusiformes, pardas.

## Distribución
Especie endémica de México, restringida al valle de Tehuacán-Cuicatlán, en Oaxaca y Puebla. Hasta la fecha se tienen registros de individuos examinados en los distritos de; Teotitlán, Teposcolula, Tamazulapan del Progreso, Villa de Chilapa, Caltepec, Acatepec,  San Gabriel Chilac, Miahuatlán, Zapotitlán Salinas y  Tehuacán.

## Hábitat
Especie que crece y desarrolla en bosque tropical caducifolio y matorral xerófilo, en suelos calizos, pedregosos y con bajo contenido de materia orgánica, es común encontrarla en suelos degradados, en rangos altitudinales de  950 a 2120 m s. n. m. Requiere de una baja precipitación que puede ser de 300 a 800 mm anuales, con  una estación seca muy marcada de a 7 a 8 meses. Desarrolla en temperatura promedio de  18 °C, puede ser afectada en su crecimiento por la presencia de heladas.

## Estado de conservación
Es una planta cuyo uso principal es como forraje para el ganado que anda de forma extensiva en la zona. No es una especie que se encuentra en México bajo alguna categoría de protección de acuerdo a la NOM-059- ECOL- SEMARNAT- 2010, tampoco se encuentra bajo alguna categoría de protección de acuerdo a la UICN